# 무릴루 호자
무릴루 호자(Murilo Rosa, 1970년 8월 21일 ~ )는 브라질의 배우이다.

## 출연 작품
- 더 코미디 디바인 (2017)
- 에어리어 큐. (2010)
- 올가 (2004)